# Steigertal
Steigertal war eine kurzlebige Gemeinde auf dem Gebiet der heutigen Gemeinde Grebenhain im Vogelsbergkreis in Hessen.

## Geschichte
Im Zusammenhang mit der Gebietsreform in Hessen fusionierten die bis dahin selbstständigen Gemeinden Heisters, Wünschen-Moos und Zahmen zum 1. Februar 1971 freiwillig zur neuen Gemeinde Steigertal. Sämtliche drei Ortsteile hatten zusammen 325 Einwohner. Der Sitz des Bürgermeisters war Heisters.
Die Gründung der Gemeinde Steigertal erfolgte auf der Grundlage historischer Bindungen zwischen den drei vorherigen Einzelgemeinden, welche bis ins frühe 19. Jahrhundert zurückreichten. Bereits infolge der Gemeindeordnung für das Großherzogtum Hessen vom 30. Juni 1821 war eine gemeinsame Bürgermeisterei für die Gemeinden Heisters, Steinfurt (bis 1865), Wünschen-Moos und Zahmen eingerichtet worden. Der Grund lag in der geringen Einwohnerzahl dieser Dörfer. Der Bürgermeistereiverband blieb bis 1971 bestehen.
Mit der Gründung der Gemeinde Steigertal war in den drei Ortschaften die Hoffnung verbunden, auf diese Weise die kommunale Selbstbestimmung zu bewahren und der Angliederung an eine der im Rahmen der Gebietsreform geplanten Großgemeinden zu entgehen. Allerdings war diese Hoffnung vergeblich, nicht zuletzt aufgrund der geringen Finanzausstattung der überdies nach wie vor einwohnerschwachen Gemeinde. Am 1. August 1972 erfolgte per Gesetz die Eingliederung der Gemeinde Steigertal in die am 31. Dezember 1971 gegründete Großgemeinde Grebenhain.
Innerhalb der Gemeinde Grebenhain bildet das Gebiet der ehemaligen Gemeinde Steigertal jedoch nach wie vor einen eigenen Ortsbezirk. Aufgrund dessen haben die drei Ortsteile Heisters, Wünschen-Moos und Zahmen einen gemeinsamen Ortsvorsteher und Ortsbeirat. Auch in den Bezeichnungen verschiedener lokaler Vereine lebt der Name der nur eineinhalb Jahre existierenden Gemeinde bis heute fort.